# Nevado Copa
El Nevado Copa (possiblement del quítxua qupa, paraula pel mineral turquesa o el color turquesa) és una muntanya de la Cordillera Blanca, als Andes, a la regió d'Ancash del Perú, que s'eleva fins a 6.188 msnm. Es troba al sud-est del Hualcán.
El llac Allicocha es troba al costat sud-oest del Capa, mentre el llac Lejiacocha es troba al sud-oest de la muntanya. El riu Legiamayo neix al Nevado Copa, a la zona del llac Lejiacocha.